# 海軍軍史館
海軍軍史館，是位於中華民國高雄市左營區的軍事博物館，坐落於中華民國海軍軍官學校內，建館目的是為了讓台灣人民更了解中華民國海軍的歷史，館內展示海軍從以前到現在所保存的文物。

## 歷史
- 民國50年（1961年）3月，在海官校區內初設「海軍史蹟館」
- 民國67年（1978年），因展間不足，原地重建三樓新館，並更名為「海軍軍史館」
- 民國69年（1980年）4月，落成啟用
- 民國96年（2007年），因逢海軍軍官學校建校60周年校慶，原附設在軍史館的校史陳展室遷至中正圖書館二樓現址

## 願景
海軍軍史館是中華民國海軍最重要之史料典藏單位，其收藏遠自清同治年間海軍所留歷史文物。除了史料典藏，亦負國家科技、教育與海洋文化之責任。
秉持五個精神：主動蒐集、忠實紀錄、完整陳展、悉心研究、科學典藏。
發展方向有三：整修軍史館、建立健全典藏制度，引進專業管理與服務、拓展軍史教育，建立合作研究能量。

## 展館

### 室內
室內展示場地共有477坪，共設11所不同分類展示區間
1. 大廳
2. 老陽史蹟
3. 海軍沿革
4. 海軍體制
5. 海軍國際關係
6. 海軍艦隊
7. 海軍陸戰隊
8. 海軍後勤
9. 服制典章
10. 海權資料
11. 光榮事蹟

### 室外
室外展示場地設有富歷史性、紀念性及光榮性的珍貴文物
1. 海龍潛艇
2. 日本魚雷
3. 清末鑄砲
4. 兩棲運車
5. 雄風飛彈
6. 日製海錨
7. 丹陽俥葉
8. 資陽艦艦體

### 校史陳展室
原附設在軍史館，民國96年（2007年）海軍軍官學校建校60周年校慶，為擴大展覽空間，遷至中正圖書館二樓現址，共設9個主題
1. 福州船政學堂
2. 沿海各地海軍學校
3. 新制海軍軍官學校
4. 服制
5. 校園景觀
6. 各班次畢業典禮合照
7. 校訓校旗
8. 校園生活
9. 敦睦遠航互動導覽系統

## 總統造訪
民國91年（2002年）10月17日，時任總統陳水扁偕同副總統呂秀蓮前往海軍官校，主持海軍軍官學校五十五週年校慶慶祝大會，並參觀海軍軍史館及軍事教育成果展、軍事裝備展示及致詞。

## 外部連結
- 中華民國海軍軍官學校網站 （页面存档备份，存于）
- 海軍軍史館的Facebook專頁
- 海軍軍史館的Instagram帳戶
- YouTube上的海軍軍史館頻道